# Les Loges (Haute-Marne)
Les Loges é uma comuna francesa na região administrativa de Grande Leste, no departamento de Haute-Marne. Estende-se por uma área de 10,79 km². Em 2010 a comuna tinha 136 habitantes (densidade: 12,6 hab./km²).